# Stazione di Torresina
La stazione di Torresina era uno dei quattro impianti ferroviari al servizio del comune di Palestrina, situata sulla ferrovia Roma-Fiuggi-Alatri-Frosinone.

## Storia
La fermata venne inaugurata il 12 giugno 1916 in concomitanza con l'apertura della tratta da Roma a Genazzano.
Venne chiusa al traffico il 26 dicembre del 1983, insieme alla tratta San Cesareo-Genazzano, a causa di una frana avvenuta il 27 dicembre dello stesso anno, che fu pretesto per una chiusura "temporanea" della linea, che a distanza di pochi mesi divenne definitiva.

## Strutture e impianti
La fermata era ubicata all'incrocio con l'ingresso di Villa Torresina, in un tratto in cui la ferrovia corre adiacente alla via Prenestina, e disponeva del solo binario di corsa passante e di un marciapiede.
Al 2014 del marciapiede non rimane traccia, ad eccezione di una cabina di servizio di proprietà della Provincia di Roma. L'area precedentemente utilizzata è coperta da sterpaglie. Avanzando di qualche metro verso Palestrina è presente un punto di fermata di autolinee COTRAL della direttrice Fiuggina, anch'esso coperto da sterpaglie e non segnalato.

## Movimento
La fermata era interessata solamente da traffico passeggeri in quanto non disponeva di uno scalo merci.